# Mostov

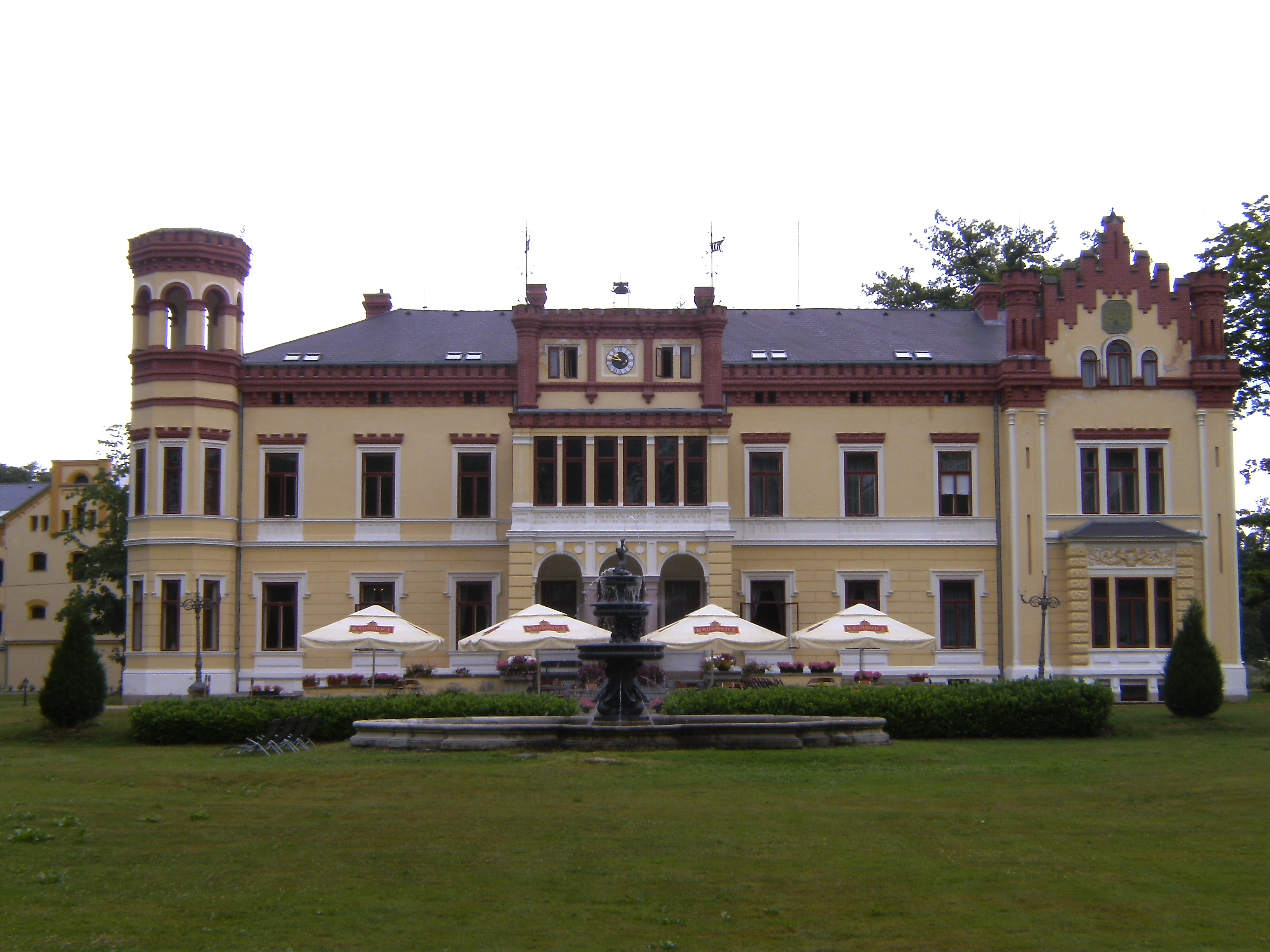
Frontansicht des Schlosshotels

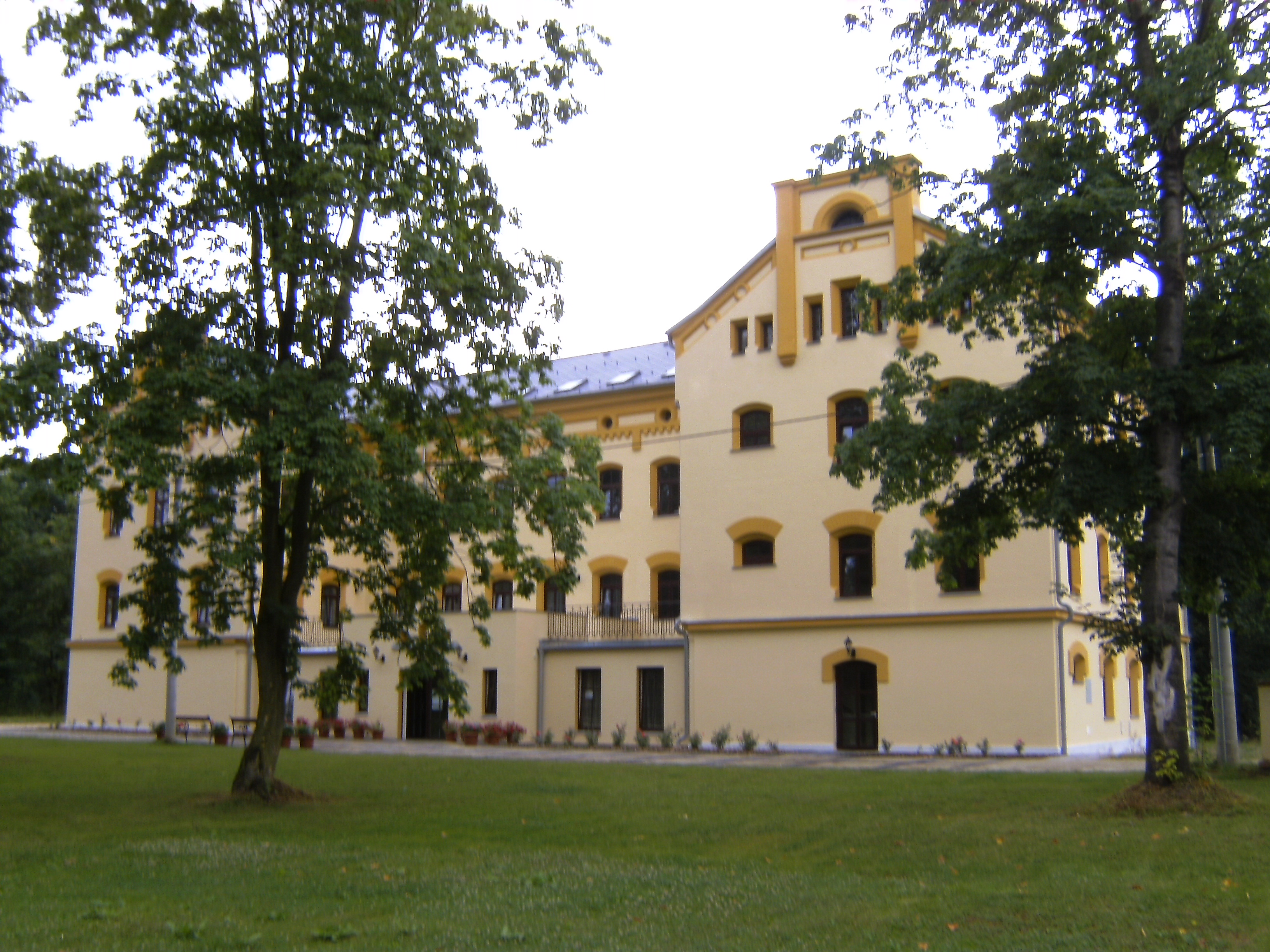
Nebengebäude, heute u. a. Schwimmbad

Mostov (deutsch Mostau) ist ein Ortsteil der tschechischen Gemeinde Odrava im Okres Cheb. Er befindet sich drei Kilometer westlich von Kynšperk nad Ohří.

## Geographie

### Geographische Lage
Mostov liegt am rechten Ufer der Eger unterhalb der Einmündung der Wondreb und südlich der Bahnstrecke Chomutov–Cheb. Das rechte Ufer der Eger ist mit Häusern und Ferienhäusern bebaut, das linke vornehmlich mit Bungalows.

### Nachbargemeinden
Nachbarorte sind Chotíkov im Nordosten, Kynšperk nad Ohří im Osten, Hlínová und Dobroše im Südosten, Odrava im Süden, sowie Nebanice im Nordwesten.

## Geschichte
Mostov wurde erstmals 1362 im Saalbuch der Clarissinnen in Eger als Mosdaw bzw. Moßdaw erwähnt; es soll im 13. und 14. Jahrhundert nach Kaspar Brusch  auch Woga geheißen haben. Der umgebende Grundbesitz war damals im Eigentum der Zoswitz in   Eger und wurde später ein Reichslehen der Leuchtenberger. 1459 gaben die Landgrafen von Leuchtenberg im Auftrag des Kurfürsten Friedrich II. von Sachsen das Lehen Mostau an die Krone Böhmen zurück, worauf es zu einem raschen Wechsel der Lehensträger kam. Ende des 15. Jahrhunderts erwarb es das Adelsgeschlecht der Hardeck, welches als Verwaltungssitz eine Feste errichtete, die im 17. Jahrhundert unter den Rummerskirch und ab 1693 unter Johann Friedrich Pergler von Perglas zu einem Schloss umgestaltet wurde. Die Pergler von Perglas hielten die Herrschaft bis 1738, ihnen folgten die Herren von Schirnding.
Nach 1862 wurde das Schloss durch den damaligen Besitzer Anton Emanuel von Komers im Tudorstil umgebaut. Um den Ertrag zu erhöhen und den Lebensstandard der ansässigen Bevölkerung zu erhöhen, errichtete er ein landwirtschaftliches Mustergut. Im Jahre 1886 verkaufte er den Besitz an den Großindustriellen Georg Haas von Hasenfels. Dieser setzte die Trockenlegungen der Felder und Aufforstungen der Flächen fort und vereinigte das Gut Mostau mit dem benachbarten Gut Königsberg an der Eger, welches er von seinem Vater Eusebius Haas, einem Porzellanfabrikanten in Schlaggenwald geerbt hatte. 1914 verstarb im Schloss Georg Haas von Hasenfels und seine Frau Olga Haas von Hasenfels, geborene Dannenberg, übernahm den Besitz. Von dieser erbte es schließlich der einzig Sohn des Ehepaares Georg Julius Haas von Hasenfels im Juli 1942. Noch im selben Jahr übertrug dieser das Anwesen an seinen unehelichen Sohn Siegbert Johann Sappert und installierte bis zu dessen 21. Lebensjahr ein Dreier Konsortium zur Verwaltung des Gutsbestandes. 1945 wurde das Gut aufgrund des Beneš-Dekrete eingezogen.
Mostau war von 1850 bis 1945 Gemeindesitz mit der Verwaltung von Dobrassen und Klingen. Ab der Mitte des 19. Jahrhunderts gehörte die Gemeinde zum Gerichtsbezirk Eger, der bis zum Ersten Weltkrieg Teil des Bezirks Eger war. Im Jahr 1938 lebten in Mostau 337 Menschen.
Nach dem Münchner Abkommen wurde der Ort dem Deutschen Reich zugeschlagen und gehörte bis 1945 zum Landkreis Eger.
Nach dem Ende des Zweiten Weltkrieges wurden die deutschen Bewohner des Ortes auf Grund der Beneš-Dekrete enteignet und vertrieben. Auch die Familie Haas von Hasenfels wurde enteignet und das Schloss Mostov und sein Inventar gingen in den Staatsbesitz der Tschechoslowakei über. Es wurde zunächst für Verwaltungszwecke genutzt, war in den 1980er Jahren ein Erholungsheim für Kinder und begann in seiner Bausubstanz zu verfallen. Nach der Samtenen Revolution erwarb es 1989 die Porzellanmanufaktur in Horní Slavkov. Sie ließ das Gebäude renovieren und zu einem Hotel umbauen. 1991 wurden in Mostov 36 Einwohner gezählt, 2001 waren es 30 Einwohner, die in
21 Wohnhäusern lebten.

## Kultur und Sehenswürdigkeiten
Das Schloss Mostov ist ein Kulturdenkmal aus dem 19. Jahrhundert und wird seit 1998 als Hotel genutzt. Im Erdgeschoss wird eine Ausstellung mit Porzellan  gezeigt, die an die Zeit der Porzellanindustrie in Schlaggenwald erinnert. In den Räumen haben sich kunstvolle Kachelöfen aus der zweiten Hälfte des 19. Jahrhunderts erhalten sowie Mosaikfenster und Stuckdecken.
- Schlosspark Ahorn, Kastanien, Blutbuchen, Silber-Weiden, Trauerweiden und Platanen  sowie tropischen und subtropischen Gewächsen.

## Persönlichkeiten
- Richard Muck (1878–1945), deutscher Schriftsteller